# Lance Bass
James Lance Bass (født 4. maj 1979) er en amerikansk sanger, skuespiller, film- og tv-producer og forfatter. Han voksede op i Mississippi og blev kendt for at have basstemme i boybandet 'N Sync. Bandets sucsess førte til at Bass eksperimenterede med film og tv, hovedsagelig som skuespiller og producer. Bass' mest kendte rolle er i filmen On the Line fra 2001.